# Hypsoropha
Hypsoropha là một chi bướm đêm thuộc họ Erebidae.

## Các loài
- Hypsoropha baja McCabe, 1992
- Hypsoropha hormos Hübner, 1818
- Hypsoropha monilis Fabricius, 1777